# Территории Саугор и Нербудда
Территории Саугор и Нербудда (англ. Saugor and Nerbudda Territories) — регион Британской Индии, существовавший в первой половине XIX века.
В 1818 году Великобритания разгромила маратхов во время третьей англо-маратхской войны. Земли, конфискованные по итогам войны у маратхского пешвы (на севере) вместе с резиденцией маратсхкого губернатора городом Саугор, и земли в верхнем течении Нармады («Нербудды») с городом Джабалпур, конфискованные у нагпурских князей из династии Бхонсле (на юге), и составили вместе «территории Саугор и Нербудда» (территории современных округов Сагар, Дамох, Джабалпур и Нарсингхпур индийского штата Мадхья-Прадеш). Столицей и военной штаб-квартирой территорий стал город Джабалпур, в административном плане они вошли в Северо-Западные провинции.
В 1861 году Территории Саугор и Нербудда были объединены с Нагпурской провинцией, в результате чего образовались Центральные провинции.